# Manderscheid
Manderscheid település Németországban, Rajna-vidék-Pfalz tartományban. Lakosainak száma 1462 fő (2023. december 31.).

## Népesség
A település népességének változása:
| Lakosok száma | 1110 | 1389 | 1415 | 1423 | 1476 | 1462 |
|               | 1975 | 2017 | 2019 | 2021 | 2022 | 2023 |